# 薔薇聖堂
《薔薇聖堂》是日本視覺系搖滾樂團 MALICE MIZER 發行於2000年8月23日的第四張也是最後一張錄音室專輯，標題直譯成中文為「薔薇花的敎堂」之意。專輯於2007年1月26日由德國唱片公司 Trisol Music Group 在歐洲發行，附加一本20頁寫眞圖冊以及樂團曾於2002年在日本單獨發行過的DVD《Cardinal》，DVD收錄專輯中三支單曲的音樂錄影帶，此外還包括《Gardenia》和《Beast of Blood》的額外版PV (Alternative version)。專輯於Oricon音樂排行榜上名列17。

## 概述
相較於 MALICE MIZER 以前的專輯，《薔薇聖堂》的風格有很大改變。這張作品不再如從前那樣注重雙吉他搭配的音色，但保留了類似創世紀樂團和羅西音樂那種變幻無窮的音樂特質。樂團於此作中的整體音色風格由先前的藝術搖滾轉變成更為黑暗的哥德金屬，不過他們仍然繼續使用小提琴、古鍵琴以及樂團一度慣用的其他樂器，但新增了管風琴和唱詩班元素，使專輯充滿一種中世紀-巴洛克式的暗魅憂鬱和宗教感。例如，一曲就是將管風琴和唱詩音色發揮到極致的作品，但也同時運用了雙吉他和電子鼓，以此讓歌曲風格在古典的基調下，又予人一種哥德金屬的感覺。樂迷最愛的也是以管風琴作基調，再加入古鍵琴、電子鼓以及合成器的音色，讓此曲更貼近暗潮音樂風格。受到更多哥德搖滾和工業音樂的影響，因此，相較專輯裡的其他歌曲，此曲的音樂錄影帶也給人一種不同的映像，但仍舊保持暗魅元素。

## 收錄曲
| Disc 1: CD | Disc 1: CD                   | Disc 1: CD |
| 曲序       | 曲目                         | 时长       |
| ---------- | ---------------------------- | ---------- |
| 1.         | （薔薇色染，惡意悲劇之開幕） | 0:29       |
| 2.         | （聖時恆禱）                 | 8:13       |
| 3.         | （虛無中之愉樂）             | 6:38       |
| 4.         | （鏡舞幻惑夜）               | 3:54       |
| 5.         | （暗夜諾言）                 | 6:01       |
| 6.         | （血染禁果）                 | 4:39       |
| 7.         | （伏流迷宮）                 | 5:28       |
| 8.         | （崩壞邊緣）                 | 4:01       |
| 9.         | （雪膚下熾愛與哀傷的迴旋曲） | 5:40       |
| 10.        | （再會的血與薔薇）           | 5:31       |

| Disc 2: DVD "Cardinal" (僅限歐洲版) | Disc 2: DVD "Cardinal" (僅限歐洲版) |
| 曲序                                | 曲目                                |
| ----------------------------------- | ----------------------------------- |
| 1.                                  | （PV）                              |
| 2.                                  | （PV）                              |
| 3.                                  | （PV）                              |
| 4.                                  | Gardenia（PV）                      |
| 5.                                  | Beast of Blood（PV）                |
| 6.                                  | Garnet （PV）                       |
| 7.                                  | Beast of Blood（live clip）         |

## 演唱會
一張題為的演唱會DVD於2000年11月22日發行，收錄了樂團以《薔薇聖堂》專輯為主題在日本武道館擧行的雙日演唱會。這是一場非常戲劇化的演唱會，某些表演帶有一定情節，也有穿着中世紀修士袍服裝的「唱詩班」表演合聲。舞臺上設置了一幅取自專輯封面的哥德式敎堂巨型圖像作為背景，敎堂上空的圓月也一併出場，並在演出過程中多次改變月亮的顏色，以此製造幻惑的氛圍。